# Pyrénées (stanice metra v Paříži)
Pyrénées je nepřestupní stanice pařížského metra na lince 11 ležící na hranicích 19. a 20. obvodu v Paříži. Nachází se na křižovatce ulic Avenue Simón Bolívar, Rue de Pyrénées a Rue de Belleville.

## Historie
Stanice byla otevřena 28. dubna 1935 jako součást prvního úseku linky 11 mezi stanicemi Châtelet a Porte des Lilas.

## Název
Jméno stanice je odvozeno od názvu nejdelší ulice v této čtvrti - Rue de Pyrénées pojmenované podle pohoří Pyreneje.

## Zajímavosti v okolí
- Parc de Belleville jižně od stanice